# Dickinsonia
Dickinsonia je jeden z nejproblematičtějších zástupců ediakarské fauny. Na první pohled vypadá jako článkovaný organismus s rozlišeným hlavovým a ocasním koncem. Dickinsonia by mohla být vločkovcem, případně podle některých indicií přechodným článkem mezi živočišnými houbami a „pravými“ živočichy nebo dokonce jinou, dnes již neexistující, říši organismů.
Roku 2012 Gregory J. Retallack publikoval, že Dickinsonia byla pravděpodobně suchozemským organismem, možné zařazení se rozšířilo – mohlo by jít o houbu či lišejník, hlenku, primitivního členovce či panarthropoda. Tuto teorii prosazuje již od 90. let. Tato teorie ale není všeobecně přijímaná. Bude to ale nepochybně živočich. To potvrzuje i další studie, která dokládá přítomnost tuků ve fosilii dikinsonie staré 558 milionů let. Fosilizace může být zkreslená.